# Raion de Rîșcani
Le raion de Rîșcani est un raion de la république de Moldavie, dont le chef-lieu est Rîșcani. En 2014, sa population était de 59 226 habitants.
Une autre grande ville est Costești.

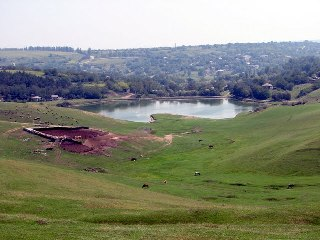
Relief typique du quartier

## Démographie
| Groupe ethnique      | %    |
| -------------------- | ---- |
| Moldaves et Roumains | 76,7 |
| Ukrainiens           | 19,5 |
| Russes               | 2,6  |
| Roms                 | 0,8  |
| Autres               | 0,2  |
| Bulgares             | 0,1  |
| Gagaouzes            | 0,1  |

## Économie
15 300 entreprises sont implantées dans le raïon.

## Religions
- 97,9 % de la population du raïon est chrétienne, dont une grande partie sont orthodoxes.
- 0,6 % de la population est athée ou sans religion.